# Тамнава - Западно поље
Тамнава - Западно поље је најмлађи површински коп, отворен у новембру 1994. године. Рудник се налази у склопу Рударског басена "Колубара", пројектован за производњу од 12 x 106 милиона тона угља, односно, 22 x 106 милиона m3 откривке.

## Историја
За разлику од ПК "Тамнаве - Источно поље" који је отворен за четири године, ПК "Тамнава - Западно поље" имао је неизвестан ток отварања. Реализација инвестиционог програма започела је 1984. упоредо са започетим активностима око градње ТЕ-ТО Колубаре Б.
Распад бивше Југославије, уведене економске санкције и недостатак средстава знатно је померио рокове отварања овог копа. Напорима домаће машиноградње, Колубаре Метал и посебно запослених у Тамнави - Западно поље, омогућено је пуштање у рад првог јаловинског система октобра 1994. године.
До краја године овај систем је откопао 258.195 m³ јаловине. Већ 1995. уследила је и прва производња угља и до краја године ископано је 0,71 милион тона угља.
Период 1990-2001. био је изузетно сложен у условима уведених санкција. На свим коповима се осећао недоста так финансијских средстава, резервних делова, помоћне механизације, енергената, мазива и уља, средстава за превоз радника до радних места. Експропријација је била у озбиљном застоју, а рекултивација деградираних површина је скоро потпуно изостала.
Најтежи ударац задало је изливање реке Колубаре у мају 2014. године када се за само два дана површински коп претворио у језеро које је у неким деловима имало и дубину од 60. метара, а изнад површине назирали су се врхови на хиљаде тона тешких челичних грдосија багера "глодара". Ипак храброст и жеља рудара помогла је да се вода брзо испумпа и после шест месеци експлоатација је поново почела.

## Локалитет лежишта
Колубарски угљоносни басен налази се у западном делу Шумадије, између насељених места Рудовци (на истоку), Коцељева (на западу), Степојевца (на северу) и Словца (на југу), захватајући на тај начин површину од око 600 km². Басен је издужен правцем исток-запад (његова дужа оса износи око 55км, а краћа око 16км). Према територијално-административној подели, захвата подручја три општине: Лазаревац, Лајковац и Уб. Лежиште лигнита „Тамнава-Западно поље“, са својом великим површином од приближно 21 km², представља једно од 12 значајних лежишта у оквиру Колубарског угљоносног басена. Према северу лежиште је ограђено по потезу Степојевац-Бругуле-Шарбане, што је истовремено и граница простирања продуктивног дела угљоносног базена. Источно, западно и јужно су друга лежишта лигнита. Границе према њима су вештачке (само су делимично основане у геолошком и географском смислу) и повукле се праволинијски.

## Истраженост лежишта
Геолошка истраживања лежишта „Тамнава-Западно поље " вршена су у дужем временском периоду, могу се поделити на неколико циклуса-периода: први (1959—1964), други (1971—1976), трећи (1983—1984), четврти ( после 1994). Сагледавајући све расположиве податке о досадашњим истраживањима, може се закључити да су она дала релативно задовољавајући обим и поузданост о геолошким карактеристикама лажишта, наручито у делу лежишта где се врши експлоатација угља.

## Производња
У првој фази изградње остварена је производња од 6 милиона тона угља годишње. У другој фази изградње повећана је производња на 12 милиона тона. На овом копу раде континуирани системи на јаловини и угљу. На јаловини је радио роторни багер теоретског капацитета 6.000 m³/h и роторни багер теоретског капацитета 4.100 m³/h.
Јаловина се транспортовала у унутрашње одлагалиште транспортерима са тракама ширине 1.600 и 1.800 mm. Јаловина је одлагана самоходним трачним одлагачем теоретског капацитета 6.000 и 4.200 m³/h.
Угаљ је откопаван роторним багером теоретског капацитета 4.100 m³/h, транспортовао транспортерима 1.500 mm до сабирног транспортера SU-1 ширине траке 2.000 mm и даље до дробилане. Од почетка рада па до краја 2000. на овом копу откопано је 19,6 милиона тона угља и 41,9 милиона m3 јаловине.
За „Тамнава-Западно поље” 2013. година била је рекордна у производњи угља од 14.661.219 тона. Рекорд у производњи откривке остварен је 2013. године, чији је производни резултат износио 33.119.838 кубика чврсте масе.

## Квалитет истражених геолошких резерви

### Квалитет угља
При одредивању параметара квалитета коришћена је 261 бушотина од којих је 1.543 пробе (урађено је 1.54 скраћених техничких анализа из 194 бушотина. 389 комплетних техничких анализа из 100 бушотина, 69 елементарних анализа из 46 бушотина и 57 анализа пепела и топивости из 37 бушотина). 
Минимална вредност ДТЕ за испоруку угља термоелектрани износи 5.233 кЈ / кг и директно је условљена техничким и технолошким карактеристикама котлова за сагоревање угља.
Да бисмо постигли максимално искориштење лежишта, при прорачуну параметара квалитета угља коришћене су и појединачне пробе са нижим вредностима од минималне, чиме су смањене средње вредности ДТЕ у бушотини и у лежишту, а задовољан је услов да средња пондерисана вредност у бушотини буде већа од 5.233кЈ / кг. 
На основу резултата техничке и елементарне анализе може се закључити да се угаљ из лежишта „Тамнава-Западно поље " има висок садржај влаге (просечно 49,26%), релативно низак садржај пепела (просечно 15,26%), и низак садржај укупног сумпора (просечно 0,40%). Доња топлота сагоревања (просечно 7.361кЈ / кг), као и остали параметри техничке и елементарне анализе су у границама угља тог ранга, меких мрких углијева (ДИН) односно лигнита (АСТМ). 
Средње вредности параметра квалитета изражених геолошких резерви лигнита пре отпочињања експлоатација у контури лежишта износиле су: 
```
ДТЕ = 7.402КЈ/кг, W= 49,50% и А = 14,89% 
```

За геолошке резерве преосталог дела лежишта (јужно од „152,5“ профилске линије) основни параметри квалитета износе:
```
ДТЕ = 7,111кЈ/кг, W= 47,05% и А=18,39%.
```

## Експоалтационе границе површинског копа
Лежиште лигните "Тамнава-Западно поље", површине од око 21 km² се налази у атарима насеља Каленић, Мали Борак, Скобаљ, Радљево, Јабучје. Са северне стране поље је ограничено потезом Степојевац-Бргуле-Сарбане, што је истовремено и граница простирања продуктивног дела басена. Окунтурење према југу, западу и истоку није у потпуности геолошки дефинисано, већ је граница вештачка, и то према истоку са површинским копом "Тамнава-Источно поље", према западу са експлоатационим пољем Радљево Север, и према југу са Радљево Југ.
Контуре истражно експлоатационог поља смештене су између профилисаних линија ПО (у=39500) на истоку, ОЕ (у=36500) на западу, профилске линије 100 (у=39500) на југу и 172,5 (х=29500) на северу. 
Ограничење пројектованог површинког копа по Главном рударском пројекту, у контурама лежишта, извршено је према следећим критеријумима:
-Са северне стране површинског копа рударски радови у наставку достигнутоог фронта откопавања на угљу и јаловини и даље ка југу;
-На западној страни, на угљу, приближно по профилској линији ОЕ, према истражном пољу Радљево Север;
-На источној страни лежишта према површинском копу „Тамнава-Источно поље", приближно по профилској линији ПО;
-На јужној страни завршена јужна косина на угљу пројектованог површинког копа приближно по профилској линији 102,5.